# Klaus Hanke

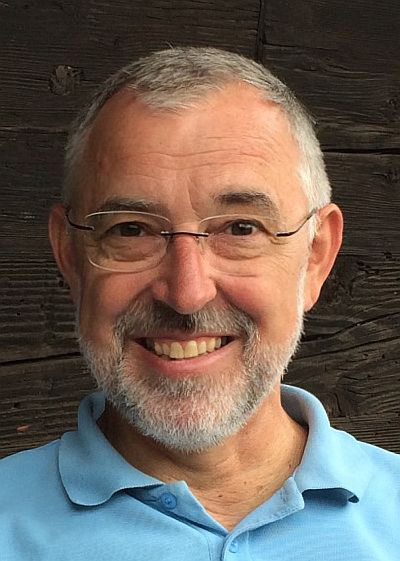
Klaus Hanke 2014

Klaus Hanke (* 1954 in Innsbruck) ist Universitätsprofessor an der Fakultät für Technische Wissenschaften der Universität Innsbruck und ehemaliger Leiter des Arbeitsbereichs Vermessung und Geoinformation.

## Leben und Wirken
Klaus Hanke begann 1973 das Studium des Vermessungswesens an der neu gegründeten Fakultät für Bauingenieurwesen und Architektur der Universität Innsbruck. 1976 wechselte er an die Technische Universität Graz, um dort bei renommierten Hochschullehrern wie Karl Rinner, Peter Meissl, Hans Sünkel und Franz W. Leberl sein Vermessungsstudium fortzusetzen und sich in den gerade aufkommenden und spannenden Bereichen der digitalen Photogrammetrie und Kartografie erfolgreich zu vertiefen.
Die angebotene Möglichkeit als Universitätsassistent an die Universität Innsbruck zurückzukehren gab Klaus Hanke die Gelegenheit zur Dissertation über Methoden der Interpolation  Digitaler Geländemodelle im Gebirge.
Es folgten wissenschaftlich fruchtbare Jahre der Zusammenarbeit mit Albert Grimm-Pitzinger in der nummerischen Analyse und Optimierung von ingenieurgeodätischen Netzen u. a. für Staudammüberwachung und im Tunnelvortrieb, die 1986 mit dem Preis für wissenschaftliche Forschung der Landeshauptstadt Innsbruck gewürdigt wurden.
Nach der Emeritierung von Wilhelm Embacher und der damit verbundenen Neuausrichtung sowie der Einstellung der Studienrichtung Vermessungswesen in Innsbruck konnte Klaus Hanke sich wieder verstärkt seinem Lieblingsgebiet, der Photogrammetrie widmen und sich im Jahr 1994 habilitieren. Es gelang ihm auch die Lehrveranstaltungen Architekturbildmessung und Photogrammetrie sowie  Digitale Geländemodelle und Fernerkundungsdaten in den Studienplänen der Architektur und Bau- und Umweltingenieurwissenschaften dauerhaft zu verankern.
Seine Forschungsinteressen konnte Klaus Hanke sowohl innerhalb der Universität Innsbruck als auch international als gelebte interdisziplinäre Kooperationen verwirklichen. Sein wissenschaftliches und gesellschaftliches Engagement für die vermessungstechnische Dokumentation des Weltkulturerbes führten ihn einerseits in den Vorstand des von ISPRS und ICOMOS gemeinsam gegründeten „International Scientific Commitees for Cultural Heritage Documentation (CIPA)“, in dem er vier Jahre als Secretary General und zwei Perioden als Vizepräsident wirken durfte und andererseits zu zahlreichen, auch EU-finanzierten Projekten im Bereich Kulturerbe-Vermessung mit Photogrammetrie und Laserscanning.
Hier sollen neben dem auch international viel beachteten transdisziplinären FWF-Spezialforschungsbereich HiMAT zur Erforschung der Geschichte des Bergbaus (Sprecher: Klaus Oeggl) besonders die 3D-Vermessung des Grabmals Maximilian I. in der Innsbrucker Hofkirche und die virtuelle Rekonstruktion des „Valkenauer Denkmals“ im Dom zu Speyer aus lasergescannten Fragmenten für das Salzburg Museum erwähnt werden.
Die Computermodelle der beiden letzten Projekte bilden 2019 auch die digitale Datengrundlage für mehrere museale Ausstellungen und Installationen u. a. anlässlich des 500. Todesjahres von Kaiser Maximilian I. in der Innsbrucker Hofburg und dem Schloss Ambras.
Klaus Hanke war fast vier Jahrzehnte in nationalen und internationalen Gremien, Beiräten und Kommissionen der akademischen Selbstverwaltung für die Universität Innsbruck tätig. Im Jahr 1997 wurde Hanke zum außerordentlichen und 2010 zum Universitätsprofessor für Angewandte Geodäsie und zum ordentlichen Mitglied der  Österreichischen Geodätischen Kommission berufen. Er leitete bis zu seiner Pensionierung im Jahr 2019 den Arbeitsbereich Vermessung und Geoinformation an der Fakultät für Technische Wissenschaften der Universität Innsbruck.

## Forschungsgebiete
- Photogrammetrie
- Architekturphotogrammetrie, photogrammetrische Bauaufnahme
- Kulturgutdokumentation
- forensische Photogrammetrie
- Laserscanning

## Mitgliedschaften in nationalen und internationalen Organisationen
- Österreichische Geodätische Kommission ÖGK
- CIPA – Vizepräsident (2007–2010 und 2011–2014), Secretary General (2003–2006)
- ICOMOS – Mitglied des Österreichischen Nationalkomitees

| Personendaten    | Personendaten                                                                      |
| ---------------- | ---------------------------------------------------------------------------------- |
| NAME             | Hanke, Klaus                                                                       |
| KURZBESCHREIBUNG | österreichischer Vermessungsingenieur, Professor für Vermessung und Geoinformation |
| GEBURTSDATUM     | 1954                                                                               |
| GEBURTSORT       | Innsbruck                                                                          |